# Мінералвеллс (Західна Вірджинія)
Мінералвеллс (англ. Mineralwells) — переписна місцевість (CDP) в США, в окрузі Вуд штату Західна Вірджинія. Населення — 1805 осіб (2020).

## Географія
Мінералвеллс розташований за координатами 39°10′52″ пн. ш. 81°30′50″ зх. д. / 39.18111° пн. ш. 81.51389° зх. д. (39.181134, -81.513896).  За даними Бюро перепису населення США в 2010 році переписна місцевість мала площу 4,01 км², з яких 3,97 км² — суходіл та 0,04 км² — водойми.

## Демографія
Згідно з переписом 2010 року, у переписній місцевості мешкало 1950 осіб у 764 домогосподарствах у складі 564 родин. Густота населення становила 486 осіб/км².  Було 796 помешкань (198/км²).
Расовий склад населення:
| - 96,9 % — білих - 0,9 % — чорних або афроамериканців - 0,5 % — азіатів - 0,1 % — корінних американців |

До двох чи більше рас належало 1,6 %. Частка іспаномовних становила 0,8 % від усіх жителів.
За віковим діапазоном населення розподілялося таким чином: 26,0 % — особи молодші 18 років, 61,6 % — особи у віці 18—64 років, 12,4 % — особи у віці 65 років та старші. Медіана віку мешканця становила 38,4 року. На 100 осіб жіночої статі у переписній місцевості припадало 87,3 чоловіків;  на 100 жінок у віці від 18 років та старших — 84,3 чоловіків також старших 18 років.
Середній дохід на одне домашнє господарство  становив 63 590 доларів США (медіана — 63 056), а середній дохід на одну сім'ю — 68 668 доларів (медіана — 58 843). Медіана доходів становила 43 846 доларів для чоловіків та 35 758 доларів для жінок. За межею бідності перебувало 11,9 % осіб, у тому числі 10,2 % дітей у віці до 18 років та 10,0 % осіб у віці 65 років та старших.
Цивільне працевлаштоване населення становило 687 осіб. Основні галузі зайнятості: освіта, охорона здоров'я та соціальна допомога — 29,5 %, виробництво — 19,1 %, фінанси, страхування та нерухомість — 12,5 %, мистецтво, розваги та відпочинок — 9,6 %.